# Noordlandbrug (Zeeland)
De Noordlandbrug is een deel van de oeververbinding in de Oosterscheldekering en ligt op Noordland (eiland) in de Nederlandse provincie Zeeland. De Noordlandbrug is een verkeersbrug in de Rijksweg 57 (N57 dammenroute), en overspant de Roompotsluis. De Roompotsluis verbindt de vaarwegen op de Noordzee met de vaarwegen op de Oosterschelde.

## Deltawerken
De Noordlandbrug is met het werkeiland Noordland en de Oosterscheldekering gebouwd als een van de projecten van de Deltawerken. Het tijdelijke werkeiland Noordland is overgegaan in het huidige eiland Neeltje Jans. De hele Oosterscheldekering werd 4 oktober 1986 officieel in gebruik genomen.

## Scheepvaart
De Noordlandbrug heeft een doorvaarthoogte van 19,97 meter NAP.
De bediening van de sluis wordt op afstand vanuit de Nautische Centrale Neeltje Jans gedaan, de communicatie is met VHF-kanaal 18.
Vaartuigen, m.u.v. recreatievaartuigen, met een lengte kleiner dan 20 meter, moeten hun voornemen om te worden geschut kenbaar maken via marifoonkanaal 18.

## Waterhoogte
Naast de sluis, zowel aan de zeekant als aan de kant van de Oosterschelde, zijn meetstations ingericht om de waterhoogte te meten. De gegevens zijn publiek toegankelijk.